# 박효주
박효주(한국 한자: 朴孝珠, 1982년 10월 8일 ~ )는 대한민국의 배우이다.

## 학력
- 용화여자고등학교 (전학)
- 해운대여자고등학교 (졸업)
- 동덕여자대학교 방송연예학과 (졸업)

## 결혼
1세 연상의 사업가와 3년 열애 끝에 2015년 12월 12일 결혼했다. 결혼식은 교회 예식으로 올렸다.

## 기타
'에세이 '너도 그러니 나도 그래' 책 저자로 활동하고 있다

## 출연작

### 드라마
| 연도 | 방송사       | 제목                                   | 역할        | 비고               |
| ---- | ------------ | -------------------------------------- | ----------- | ------------------ |
| 2003 | SBS          | 이브의 화원                            | 최미소      | 131부작            |
| 2004 | MBC          | MBC 베스트극장 - 인디비아              |             | 단막극             |
| 2004 | KBS2         | KBS 드라마시티 - 나 어떡해             |             | 단막극             |
| 2004 | SBS          | 햇빛 쏟아지다                          | 승옥        | 16부작             |
| 2005 | SBS          | 건빵선생과 별사탕                      |             | 16부작             |
| 2006 | KBS2         | 그 여자의 선택                         | 소미나      | 165부작            |
| 2006 | KBS2         | 인생이여 고마워요                      | 가을        | 24부작             |
| 2007 | MBC 드라마넷 | 조선 과학수사대 별순검                 | 여진        | 20부작             |
| 2007 | MBC          | 에어시티                               | 임예원      | 16부작             |
| 2007 | KBS2         | KBS 드라마시티 - 내게 아주 특별한 연인 | 김홍        | 단막극             |
| 2009 | SBS          | 자명고                                 | 치소        | 39부작             |
| 2010 | KBS2         | 국가가 부른다                          | 박세미      | 16부작             |
| 2011 | OCN Movies   | 소녀 K                                 | 민실장      | 3부작              |
| 2012 | 채널A        | K-팝 최강 서바이벌                     | 한팀장      | 14부작             |
| 2012 | SBS          | 추적자 THE CHASER                      | 조남숙 형사 | 16부작             |
| 2012 | KBS2         | KBS 드라마 스페셜 - 칠성호             | 최재희      | 단막극             |
| 2014 | tvN          | 로맨스가 필요해 3                      | 이민정      | 16부작             |
| 2014 | MBC          | 트라이앵글                             | 강진        | 26부작             |
| 2014 | tvN          | 꽃할배 수사대                          | 전해진      | 특별출연           |
| 2014 | SBS          | 비밀의 문: 의궤 살인 사건              | 운심        | 24부작             |
| 2015 | tvN          | 두번째 스무살                          | 김이진      | 16부작             |
| 2016 | SBS          | 원티드                                 | 연우신      | 16부작             |
| 2018 | MBC          | 미치겠다, 너땜에!                      | 이현지      | 특별출연           |
| 2018 | OCN          | 손 the guest                           | 길영의 친모 | 특별출연           |
| 2018 | OCN          | 신의 퀴즈: 리부트                      | 문수안      | 16부작             |
| 2019 | JTBC         | 바람이 분다                            | 조미경      | 16부작             |
| 2019 | JTBC         | 보좌관 - 세상을 움직이는 사람들 시즌2  | 이지은      | 10부작             |
| 2020 | SBS          | 낭만닥터 김사부 2                      | 심혜진      | 16부작             |
| 2021 | SBS          | 라켓소년단                             | 도시 아내   | 16부작             |
| 2021 | SBS          | 지금, 헤어지는 중입니다                | 전미숙      | 16부작             |
| 2022 | tvN          | O'PENing - 아파트는 아름다워           | 서희재      | 단막극             |
| 2022 | JTBC         | 모범형사 2                             | 혜옥        | 특별출연           |
| 2022 | tvN          | 슈룹                                   | 보모 상궁   | 특별출연           |
| 2023 | ENA          | 행복배틀                               | 오유진      | 1회 ~ 2회 특별출연 |
| 2023 | SBS          | 낭만닥터 김사부 3                      | 심혜진      | 15회 특별출연      |
| 2023 | SBS          | 악귀                                   | 전애리      | 특별출연           |
| 2025 | KBS2         | 독수리 5형제를 부탁해!                 | 문미순      | 54부작             |

### 영화
| 연도 | 제목                 | 역할             | 비고     |
| ---- | -------------------- | ---------------- | -------- |
| 2000 | 극단적 하루          |                  | 단편영화 |
| 2001 | 하루                 | 엠블런스 간호사  |          |
| 2002 | 품행제로             | 오공주           |          |
| 2003 | 첫사랑 사수 궐기대회 | 싸늘녀           |          |
| 2003 | 불어라 봄바람        | 다방 아가씨 유나 |          |
| 2004 | 슈퍼스타 감사용      | 신혜영           |          |
| 2005 | 레드아이             | 수진             |          |
| 2006 | 파란 자전거          | 유리             |          |
| 2007 | 추격자               | 오은실 형사      |          |
| 2009 | 나는 행복합니다      | 영숙             |          |
| 2009 | 청담보살             | 수정             |          |
| 2009 | 시크릿               | 혜진             |          |
| 2011 | 위험한 상견례        | 진경             |          |
| 2011 | 완득이               | 이호정           |          |
| 2013 | 48미터               | 박선희           |          |
| 2013 | 감기                 | 정선생           |          |
| 2013 | 더 파이브            | 혜진             |          |
| 2014 | 타짜: 신의 손        | 작은마담         |          |
| 2015 | 극비수사             | 공길용 아내      |          |
| 2015 | 극적인 하룻밤        | 마주연           |          |
| 2016 | 섬. 사라진 사람들    | 이혜리           |          |
| 2017 | 마차 타고 고래고래   | 혜경             |          |
| 2018 | 더 펜션              | 미경             |          |
| 2020 | 호텔 레이크          | 예린             |          |
| 2022 | 미혹                 | 현우             |          |
| 2023 | 1947 보스톤          | 윤서             | 특별출연 |
| 2024 | 막걸리가 알려줄거야  | 혜진             |          |
| 2024 | 필사의 추격          | 양세라           |          |

### 공연
- 2008년 《청산리에서 광화문까지》 ... 여자 역
- 2010년 《달님은 이쁘기도 하셔라》 ... 반딧불 꽃 역
- 2013년 《레몬》 ... 이선미 역

### 뮤직비디오
- 2002년 전소영 - 지금은 헤어져도
- 2003년 BMK - 떠나버려

### 예능
- 2010년 QTV 《순위 정하는 여자》
- 2012년 SBS 《강심장》
- 2014년 SBS 《매직아이》
- 2015년 MBC 《황금어장 라디오스타》
- 2016년 JTBC 《김제동의 톡투유 - 걱정 말아요! 그대》
- 2020년 SBS 《런닝맨》
- 2021년 SBS F!L 《평생동안》
- 2021년 넷플리스 《범인은 바로 너! 시즌3》
- 2021년 MBC 《구해줘! 홈즈》
- 2022년 SBS 《꼬리에 꼬리를 무는 그날 이야기》
- 2022년 SBS 《당신이 혹하는 사이 4》
- 2022년 MBC 《심야괴담회》 - 게스트
- 2023년 JTBC 《아는형님》
- 2023년 SBS 《꼬리에 꼬리를 무는 그날 이야기》
- 2023년 MBC 《황금어장 라디오스타》
- 2023년 SBS 《꼬리에 꼬리를 무는 그날 이야기》
- 2024년 JTBC 《아는형님》

## 광고
- 클릭벨 5457
- 헤르시나
- 빙하시대
- 게토레이
- 더블리치 샴푸
- 해피 캠퍼스
- 현대해상 하이카
- 미래에셋
- 현대자동차 르블랑

## 홍보대사
- 2010년 사랑의 열매 홍보대사

## 수상 및 후보
| 연도 | 시상식            | 부문                                    | 작품                    | 결과 |
| ---- | ----------------- | --------------------------------------- | ----------------------- | ---- |
| 2012 | 제33회 청룡영화상 | 여우조연상                              | 완득이                  | 후보 |
| 2012 | SBS 연기대상      | 뉴스타상                                | 추적자                  | 수상 |
| 2016 | SBS 연기대상      | 장르드라마부문 여자 우수연기상          | 원티드                  | 후보 |
| 2021 | SBS 연기대상      | 미니시리즈 코미디로맨스부문 여자 조연상 | 지금, 헤어지는 중입니다 | 수상 |